# 梺站
梺站（日语：／ Fumoto eki */?）是位於秋田縣舊·雄勝郡元西馬音內町下石地藏（現時：雄勝郡羽後町大字西馬音內堀回字上石地藏），羽後交通雄勝線的鐵路車站（廢站）。

## 歷史
由於此站西馬音內站至此站之間的客量較少，因此在全線廢除前，此段先行廢除。另外，該段在冬季由於雪造成電阻，從而導致電壓下降。因此需要額外人手進行除雪作業，使此區間比起其他區間的人員成本較高。

### 年表
- 1935年（昭和10年）2月13日：雄勝鐵道西馬音內站至此站之間開通（雄勝鐵道全線開通），此站啟用[2][3][4][5]。
- 1943年（昭和18年）10月16日：隨著執行陸上交通事業調整法（日语：陸上交通事業調整法）而進行公司合併，此站成為橫莊鐵道車站[3][4]。
- 1944年（昭和19年）6月1日：公司改名為羽後鐵道。此線的名稱定為雄勝線。使此站成為羽後鐵道雄勝線車站[2][3][6]。
- 1947年（昭和22年）
  - 7月23日：當區發生暴雨，使路基和橋腳被損，雄勝線整段暫停營業，此站也暫停營業[4][7]。
  - 8月14日：羽後山田站至此站之間重開，此站暫時成為起點站[4][7]。
- 1952年（昭和27年）2月15日：公司改名為羽後交通。使此站成為羽後交通雄勝線車站[2][3][4][6]。
- 1967年（昭和42年）12月1日：西馬音內站至此站之間廢線，此站也被廢除[2][3][4][6]。

## 車站構造
截至廢站前，此站是地面車站，設有1面1線的單式月台。月台是在路軌南邊（梺方向的列車會開啟左邊車門）。此站設有側線，在本線月台前設有向北分岔的側線（機走線）。該機走線在靠近梺一方設有分岔出來的貨物1號線，該貨物1號線延伸至站內西邊。在機走線靠近橫手一方設有向北分岔的貨物2號線，該貨物2號線延伸至站內西邊。當中貨物2號線設有貨物起卸處。
此站是直營車站。站舍位於站內西北方，與月台西邊斜道之間設有一段較長的通道和站內平交道連接。

## 使用狀況
- 在1966年度（昭和41年度），1日上下車人次為146人[1]。

## 車站周邊
此站西南邊鄰接羽後町立元西小學。北邊設有雄物川的支流西馬音內川。
- 秋田縣道57號十文字羽後鳥海線（日语：秋田県道57号十文字羽後鳥海線）
- 元西馬音內郵局（由湯澤郵局（日语：湯沢郵便局）管轄，在2015年遷移，並改名為元西郵局[8]）- 在改名時，郵局遷移至車庫旁。
- 元西馬音內交番（由湯澤警署（日语：湯沢警察署）管轄）
- 小町農業協同組合（日语：こまち農業協同組合）
- 西馬音內城跡 - 在車廠附近的縣道旁處設立了「小野寺家大手門址」石柱。

## 現狀
站內有一段時間成為了幼稚園後方空地。截至1995年（平成7年），臂木式號誌機還存在，車庫內的DeHa1形DeHa3進行了復修並保存下來，月台和站名牌還存在。在1999年（平成11年）也是同樣情況。車庫是由羽後町興建，當時聲稱若DeHa3駁上電源更可以行走。在2007年（平成19年）5月也是同樣情況，DeHa3繼續被維護。在2010年（平成22年）也是同樣情況。
該DeHa3原本在一場雨中被偷去一些用品。後來在1983年（昭和58年）經過當地人進行復修後，一直在車庫內保存。該車輛現時由「舊雄勝線電車車輛保存庫」保管，並向公眾公開（※但是需要事前預約）。
另外截至1999年（平成11年），車站附近路軌遺址已經看不見任何痕跡。而替代交通（巴士）在西馬音內川對面岸行走。

## 相鄰車站
羽後交通
雄勝線
元西馬音內－梺

## 注腳
1. 1 2 3 4 5 6 7 8  《RM LIBRARY 52 羽後交通雄勝線》（著：若林宣，Neko出版，2003年11月發行）4,12-13,15,19,21,29頁。
2. 1 2 3 4  《日本鉄道旅行地図帳 全線全駅全廃線 2 東北》（監修：今尾惠介，新潮社，2008年6月發行）43頁。
3. 1 2 3 4 5  《新 鉄道廃線跡を歩く1 北海道・北東北編》（JTB出版，2010年4月發行）222頁。
4. 1 2 3 4 5 6 7 8  《新 消えた轍 3 東北》（著：寺田裕一，Neko出版，2010年8月發行）30,32-33,36頁。
5. 1 2  《私鉄の廃線跡を歩くI 北海道・東北編》（著：寺田裕一，JTB出版，2007年9月發行）165頁。
6. 1 2 3 4  《私鉄の廃線跡を歩くI 北海道・東北編》（著：寺田裕一，JTB出版，2007年9月發行）106-109頁。
7. 1 2  《RM LIBRARY 52 羽後交通雄勝線》（著：若林宣，Neko出版，2003年11月發行）17頁。
8. ↑  . 開局情報（開局・一時閉鎖等）. 日本郵便. 2015-10-20  [2023-11-16]. （原始内容存档于2021-12-04） （日语）.
9. ↑  《鉄道廃線跡を歩く》（JTB出版，1995年11月發行）37頁。
10. 1 2  《とうほく廃線紀行》（無明舍出版（日语：無明舎出版），1999年12月發行）64頁。
11. ↑  《新 鉄道廃線跡を歩く1 北海道・北東北編》（JTB出版，2010年4月發行）201頁。
12. ↑  . あきた元気ムラ！秋田県のがんばる農山漁村集落応援サイト. 秋田県. 2010年8月  [2023-11-16]. 原始内容存档于2020-06-17 （日语）.
13. ↑  . 羽後町.   [2023-11-16]. （原始内容存档于2022-06-28） （日语）.

## 相關項目
- 日本鐵路車站列表 Fu